# Hyak (Washington)
Hyak ist ein gemeindefreies Gebiet am Snoqualmie Pass im Kittitas County im US-Bundesstaat Washington. Es liegt innerhalb des census-designated place Snoqualmie Pass.
Hyak wurde um 1915 am Ostausgang des Snoqualmie Tunnel der Milwaukee Road Railroad gegründet. Ursprünglich eine Bahnstation, begann die Gemeinde in den 1930er Jahren zu wachsen, als die Eisenbahngesellschaft ein Weltklasse-Skigebiet einrichtete. Heute gibt es etwa 200 ständig anwesende Bewohner, etwa 100 halten sich zeitweise hier auf.
Hyak bedeutet im Chinook-Jargon „eilig“, „schnell“ oder „flink“.

## Geographie
Hyak liegt zwei Meilen (3,2 km) östlich des Scheitelpunktes des Snoqualmie-Pass auf 792 m Höhe. Es gehört zum Easton School District.

### Nachbargemeinden
| Snoqualmie Pass |                                             |        |
|                 | Kompassrose, die auf Nachbargemeinden zeigt |        |
|                 |                                             | Easton |

## Geschichte

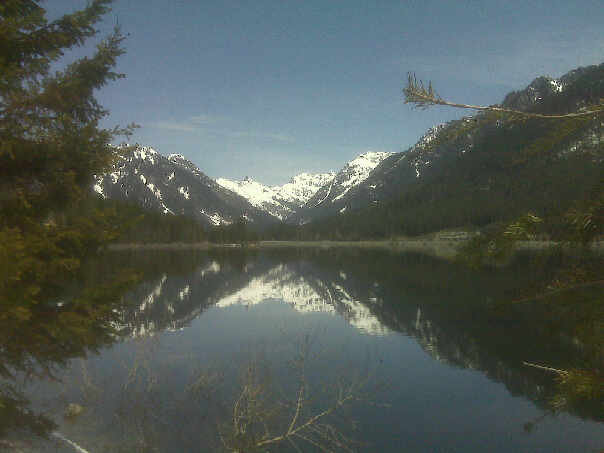
Keechelus Lake

Hyak ersetzte 1915 Laconia als Haupt-Bahnstation am Snoqualmie Pass. Hyak hatte ein kleines Schulgebäude und ein Postamt. Die Milwaukee Road Railroad richtete von 1937 bis 1950 ein Skigebiet in Hyak ein, das bis zum Zweiten Weltkrieg als The Snoqualmie Ski Bowl bekannt war. Nach dem Krieg wurde es als Milwaukee Ski Bowl wieder eröffnet, so dass es nicht mit dem Snoqualmie Summit Skigebiet verwechselt werden konnte, das etwa zwei Meilen (3,2 km) nördlich liegt. Eine Class-A-Skisprungschanze wurde 1941 gebaut und galt als größte Sprungschanze Nordamerikas; die nationalen Meisterschaften wurden von 1941 bis 1949 hier ausgetragen, bis ein Brand sie zerstörte. Die letzten Züge hielten an der Bahnstation 1981, als die Milwaukee Road Railroad die Linie verkaufte und sie außer Betrieb ging. Die alte Strecke ist heute Teil des Iron Horse State Park genannten Park-Systems. Die Gemeinde Hyak existiert noch im selben Gebiet, in dem sie gegründet wurde, auch wenn keine Züge mehr hier halten. Eine Schule und ein Postamt existieren nicht mehr, dennoch leben heute mehr Menschen in der Region.

## Wirtschaft

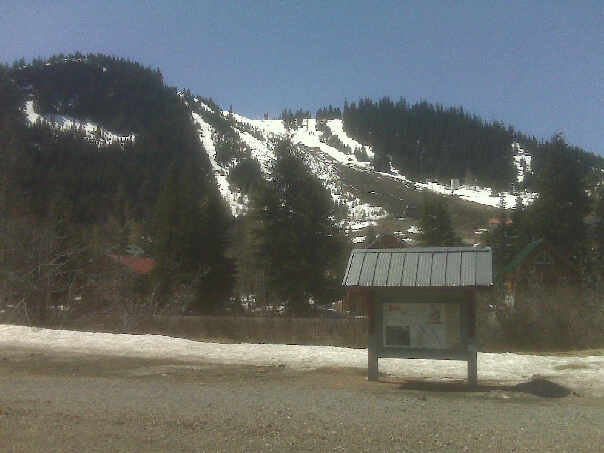
Gipfel im Snoqualmie Pass Ski Area

Die meisten Einwohner von Hyak arbeiten im Gebiet Seattle-Bellevue und pendeln 25 … 50 Meilen (40 … 80 km) zur Arbeit. Hyak ist Sitz der Snoqualmie Pass Cable TV-Gesellschaft; auch das Summit East, ein Teil (25 %) des The Summit at Snoqualmie Skigebietes, befindet sich hier.

## Sehenswürdigkeiten
- Keechelus Lake
- Iron Horse State Park: Das frühere Wegerecht der Milwaukee Road Railroad wird heute von Radwanderern, Wanderern, Cross-Country-Skiläufern und Reitern genutzt. An der Abfahrt 54 der Interstate 90 fährt man zunächst nach Süden, dann ostwärts (links abbiegen) auf dem Highway 906, nach einer halben Meile (0,8 km) nach rechts abbiegend auf der Lake Keechelus Boat Launch Road, dann nochmals rechts etwa 200 ft (61 m). Im Winter braucht man eine Sno-Park-Erlaubnis zum Parken.